# 阿蒂西亞 (新墨西哥州)
阿蒂西亞（英語：Artesia）是一個位於美國新墨西哥州埃迪縣的城市。

## 人口
根據2020年美國人口普查的數據，阿蒂西亞的面積為29.43平方千米，當中陸地面積為29.35平方千米，而水域面積為0.09平方千米。當地共有人口12875人，而人口密度為每平方千米437人。